# 狩猟

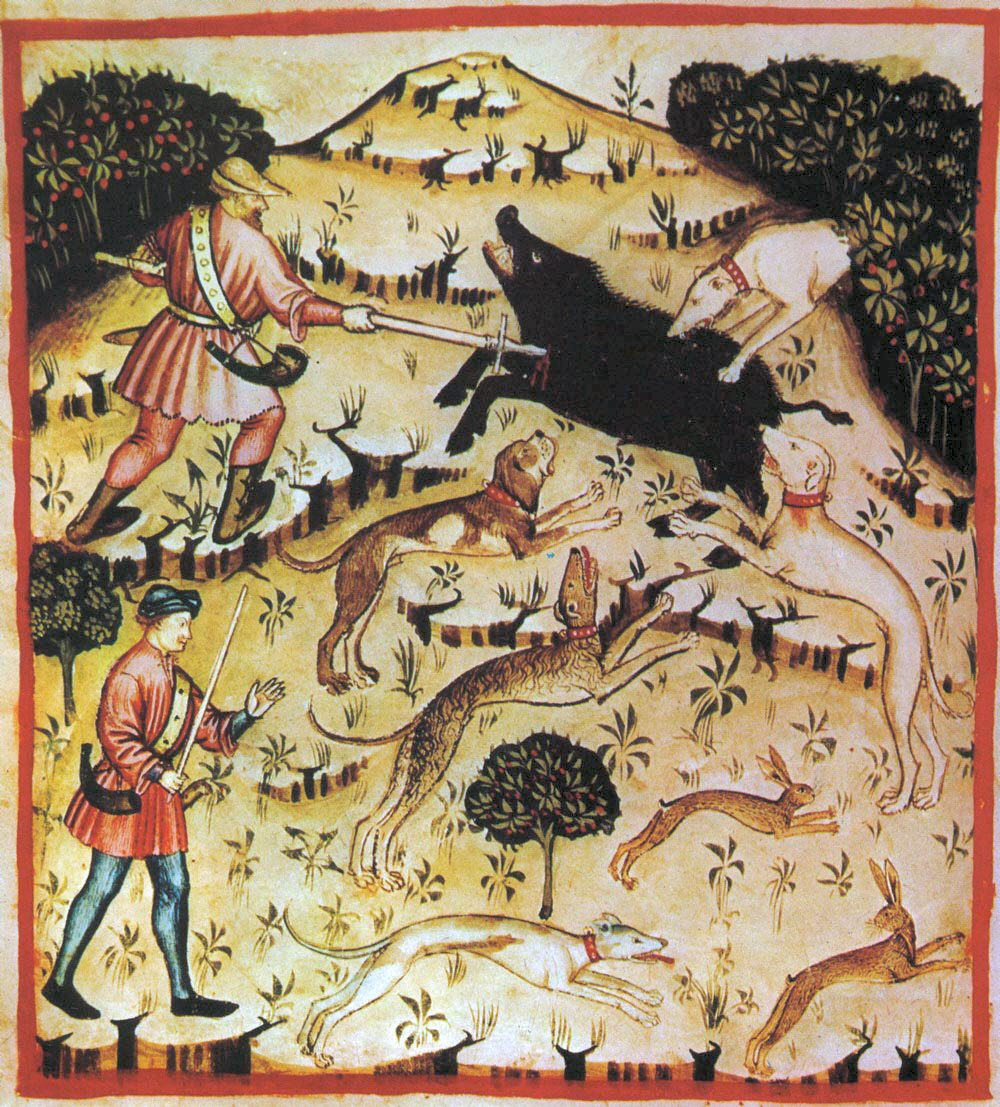
イノシシ狩りを描いた絵画

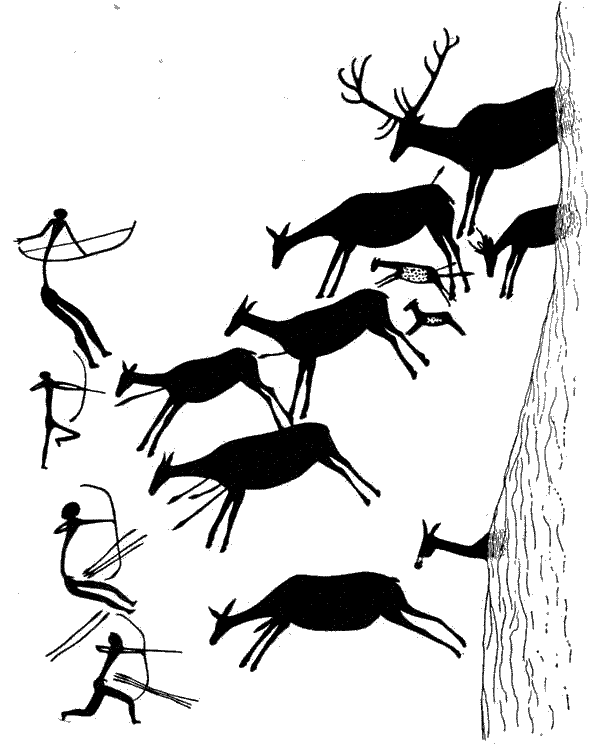
世界遺産イベリア半島の地中海沿岸の岩絵。新石器時代のディアーハンティングの様子

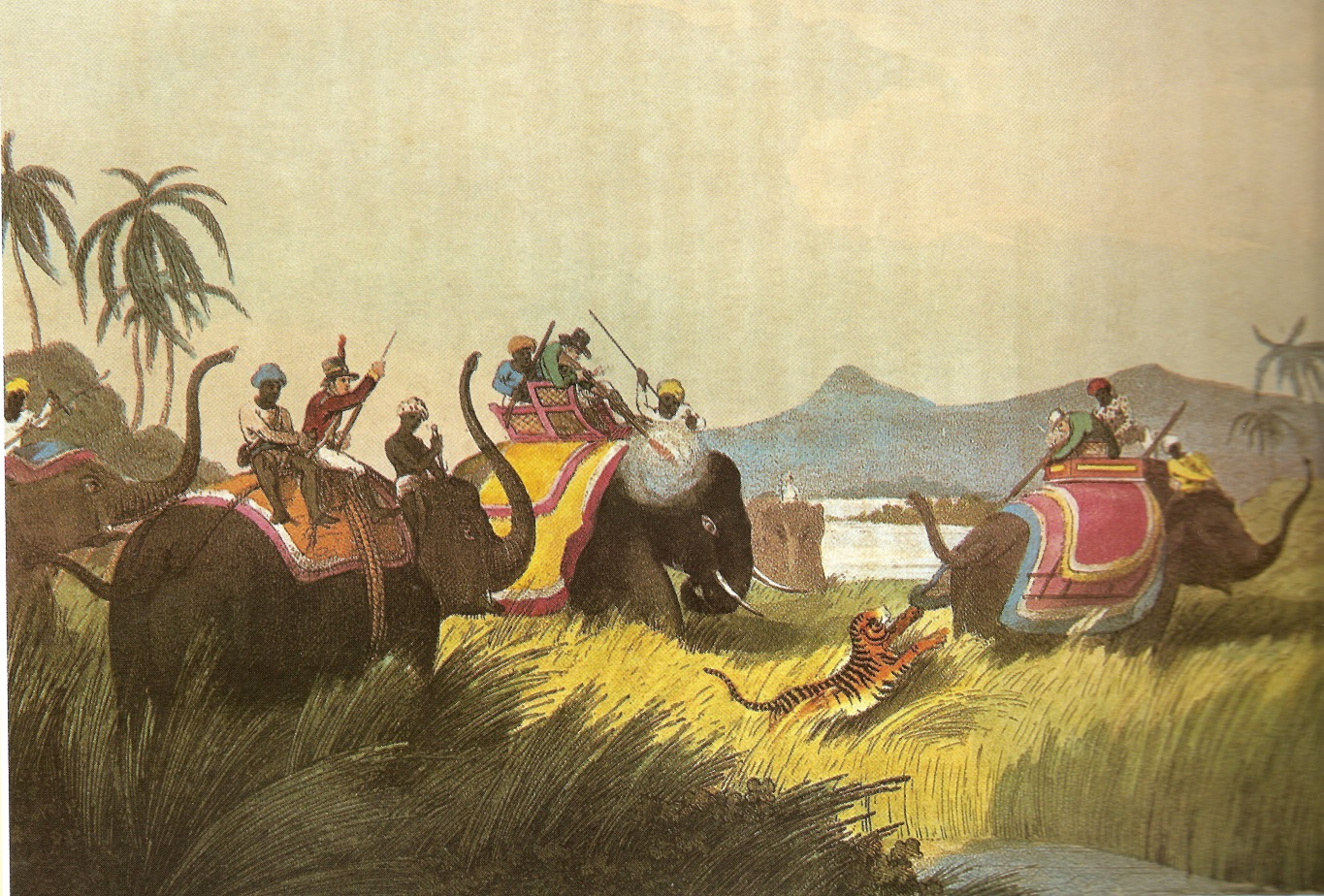
インド象の上からの虎狩 著：Thomas Williamson, 1808

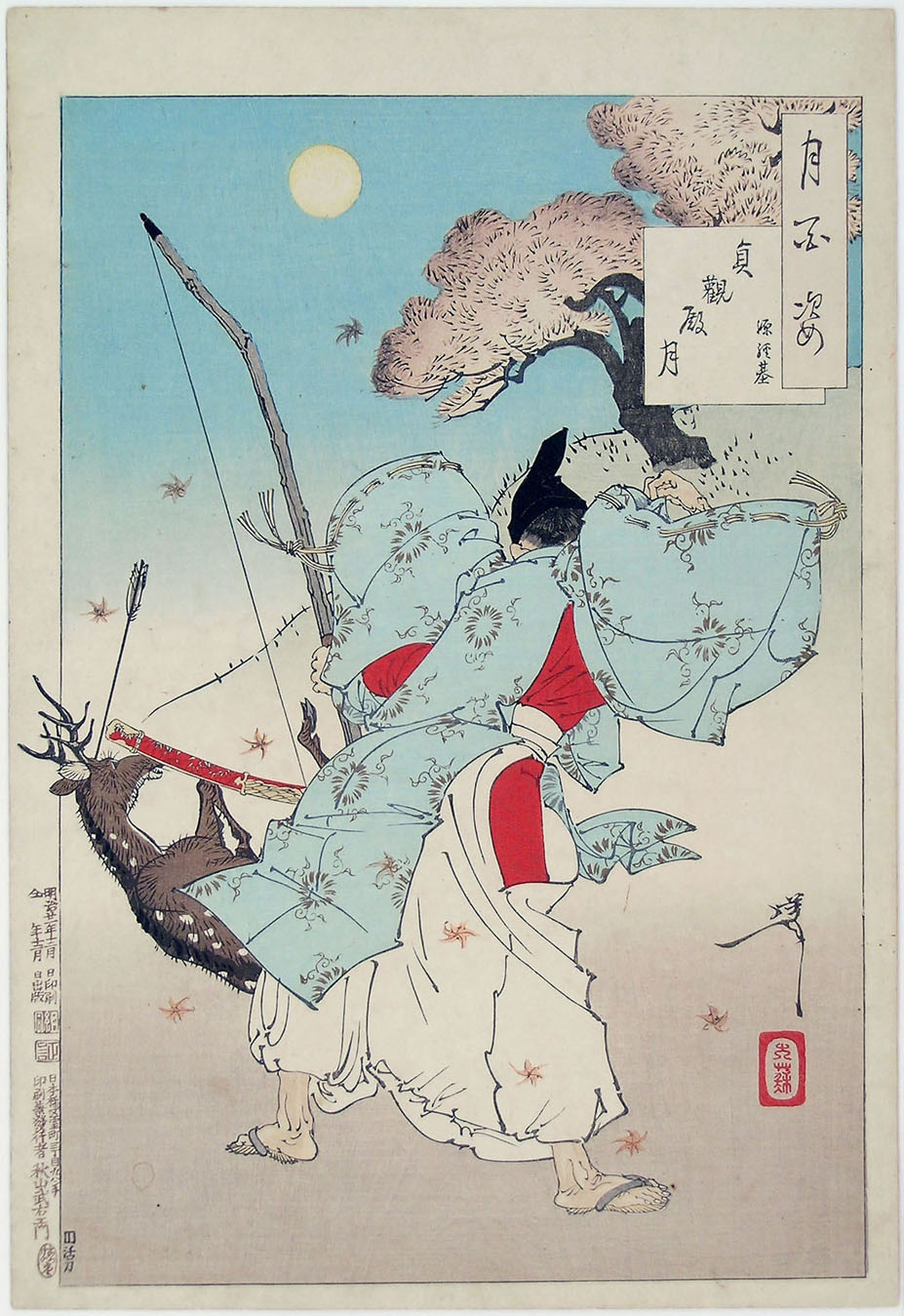
鹿を仕留める源経基を描いた『貞観殿月』（月岡芳年「月百姿」）

狩猟（しゅりょう、英: hunting）とは、野生動物を捕獲する行為のことである。
捕獲後の目的（殺傷して利用、保護、タグ付けリリース）とは関係なく、捕獲行為を言う。

## 概要
漁労や採集活動と並んで、人間社会の最初期から存在する生業とされている。
狩猟の最も本来的な目的は、食料や物資といった人間の個別集団の生活に不可欠な必需品を野生動物から獲得することにある。その目的となる食料や物資の典型例は、肉・皮革・油脂・羽毛・骨・牙である。その行われる地域も世界の各地で行われてきた。
狩猟の歴史は古く、農耕や牧畜が普及しない時代から今日に至るまで行われている。時代が下るにつれ牧畜業が発達した地域においては、食糧を得る目的での狩猟は減少した。
生活の必需品を得る目的に代わって、特に近代産業資本主義が興隆し貨幣経済が発達してからは、商品価値の高い資材の獲得を目的に大規模な狩猟が行われてきた。その狩猟の目的となった資材には、象牙やアザラシ・ヒョウの毛皮といったものが含まれている。このため、狩猟によって特定の種が絶滅したり生息数が激減するなどの生態系への深刻な影響が顕在化してきた。これに応じて、狩猟が行われる地域の法規や、絶滅のおそれのある野生動植物の種の国際取引に関する条約（ワシントン条約）が整備され、狩猟には一定の制限が加えられたり禁止されている場合がある。ただし、密猟も後を絶たず実効性が上がっていないとの指摘もある。

## 狩猟の方法
アフリカの熱帯雨林に暮らす人々や、日本における銃を用いた大型獣の狩猟などは、集団によって行われる。
日本のシカやイノシシ猟を例にとると、グループの中で獲物を追い立てる役と、獲物の逃げ道沿いに待ち伏せをして銃を構えている役とに分かれて狩猟する。熊を狩るときも集団を組むのは基本である。
このように集団で捕った獲物は、狩猟の参加者あるいは村落全体で配分されるという事例が日本の他に、サン人、ムブティ族などアフリカにおいてもみられる。
方法の一覧
- 持久狩猟（英語版） - 原人は獲物が疲れて動けなくなるまで追い詰めて狩る狩猟を行い持久走を行う進化を遂げた。
- 罠猟
- 猟犬
- 鷹狩
- 巻狩
- ラップヤクト（ドイツ語版） ‐ ドイツでオオカミを追い込むのに利用した狩猟法。布を垂れ下げて、獲物の逃げる方法を誘導する。

## 目的
食糧の獲得
基本中の基本は食糧・食材の獲得である。現在でも、フランスでは狩猟で得た野生動物の肉をジビエ（仏: gibier）と呼び、独特の風味のある高級料理として食している。
様々な物資の獲得
もうひとつの基本としては、皮革（毛皮）・油脂・骨・角（つの）・牙・羽毛などを得るために狩猟がおこなわれてきた歴史がある。
野生動物管理
狩猟は人間の生活環境にとって不都合な影響を及ぼす動物を排除する駆除のためにも行われてきた。また、野生動物の個体数を調整するという自然保全上の大きな役割も担っている。
こうした狩猟には主に以下のケースがある。
- 直接的に人間や住居を襲う動物を撃退し生命の安全を確保すること
- 飼育している動物や栽培している植物を捕食する動物を駆除し、生活資源を保全すること
- 従来は存在しなかった外来種が侵入するなど、生態系が乱されることを防止するため、または乱されてしまった生態系を原状に回復させるため、その外来種の動物等を選択的に駆除すること
- 人間が特定の動物種の個体数を意図的に増加・減少させてしまった結果、その生態系のバランスが崩れ、それを修正するために動物種を狩猟すること

いずれの形態であっても、捕獲した鳥獣が副次的に資材を得るために用いられる場合がある。

## 各国の歴史と現状

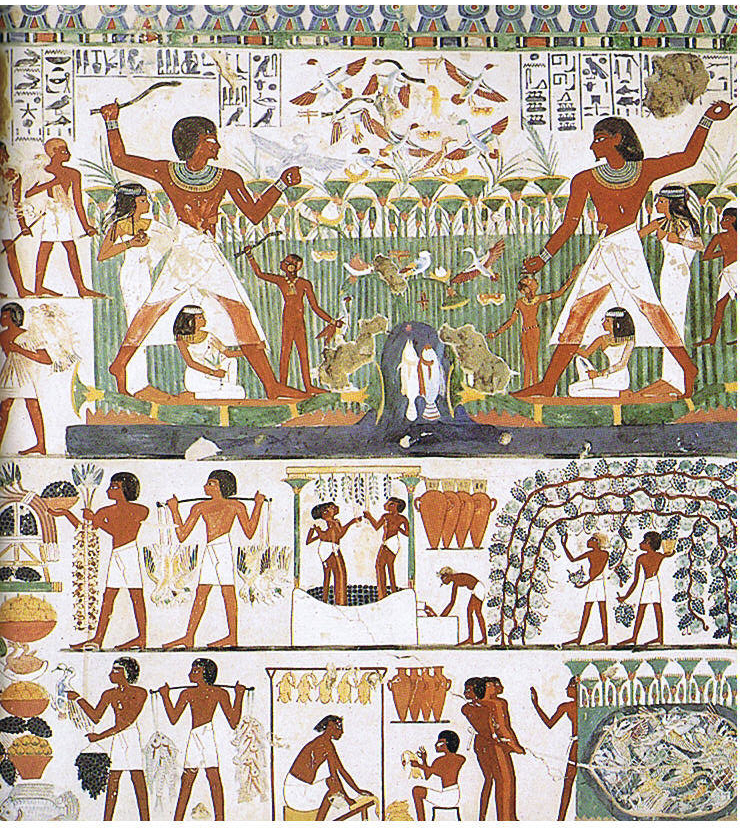
古代エジプトで投棒で狩猟していた様子。こん棒を投げる狩猟は原始時代以前から行われていたと考えられる。

狩猟仮説、持久走仮説 - 狩猟として獲物を追いかけまわしなどが、人類の進化に関係したという仮説。

### アジア
中国
清の時代には、皇帝が木蘭囲場で秋の狩猟木蘭秋猟を行った。

### ヨーロッパ
ヨーロッパには先史時代の狩猟の痕跡や遺跡が多く残されている。スペインとフランスの洞窟には数多くの壁画が残されている。1000点の壁画の内、人間が描かれたのものは20点たらずで残りはすべて狩猟対象の動物の絵である。フランスのソーヌ＝エ＝ロワール県には断崖の下に野生馬の骨が2メートル半堆積した場所があり、人間に追い立てられた推定10万頭のウマが崖下に落ちた痕跡と見られている。同様の狩りの様子を描いた壁画がラップランドで見つかっている。
イギリスでは古来よりスポーツハンティングが貴族や富裕層の嗜みとして行われたことから、彫金が施された銃器やシューティングブレークなどの高級な狩猟用品の市場が形成されている。現在のイギリスには48万人の狩猟者がいるとされるが、狩猟免許は存在せず、狩猟者登録も必要ない。狩猟をする権利はその土地の所有者が有しており、他者に貸与することもできるため、娯楽として自由に狩猟を楽しむアマチュアハンターもいれば、仕事として依頼されるなどして専門に狩猟を行うプロハンターもいる。なおイギリスではシカを対象とした狩猟はハンティング（hunting）ではなく「ストーキング」（stalking）と呼ばれる。狩猟の際にかぶる帽子も「鹿撃ち帽（deerstalker hat）」と呼ばれる。
ドイツで狩猟を行うには試験に合格して狩猟免許を得る必要がある。ドイツには2008年の時点で約35万人の狩猟者が存在し、狩猟者数は微増傾向にある。ドイツでは森林管理と狩猟が密接に関係しており、ドイツの森林官のほとんどは狩猟免許を取得している。こうした狩猟森林官とは別に、職業狩猟者が1000人ほど国内に存在する。
北欧はヨーロッパの中でも狩猟が盛んに行われている地域である。ノルウェーの狩猟者数は約19万人で、他のヨーロッパ諸国と同様に土地所有者が狩猟権を有する。ロングイェールビーンではホッキョクグマの狩りが1950年代まで観光資源となっていた。

### アフリカ
アフリカではヨーロッパによる植民地支配が始まった19世紀以降から現代までサファリと呼ばれる狩猟旅行やスポーツハンティングが盛んに行われている。サハラ砂漠以南の42のアフリカ諸国のうち25か国でスポーツハンティングが認められており、年間1万8500人を超える狩猟者がアフリカを訪れる。
また、正規の狩猟者以外によって行われる密猟が国際的な問題となっている。

### アメリカ
アメリカは狩猟大国であり、2011年の時点で総人口の約6%に相当する1370万人が狩猟を行っており、20-30億ドルもの経済効果が推定されている。1980年代からは狩猟者の数は減少傾向がみられたが、2010年代に入ってまた増加している。アメリカでは銃や弓矢、クロスボウが使われ、年間700万頭のオジロジカや2万頭のアメリカクロクマが狩猟される。

### 日本

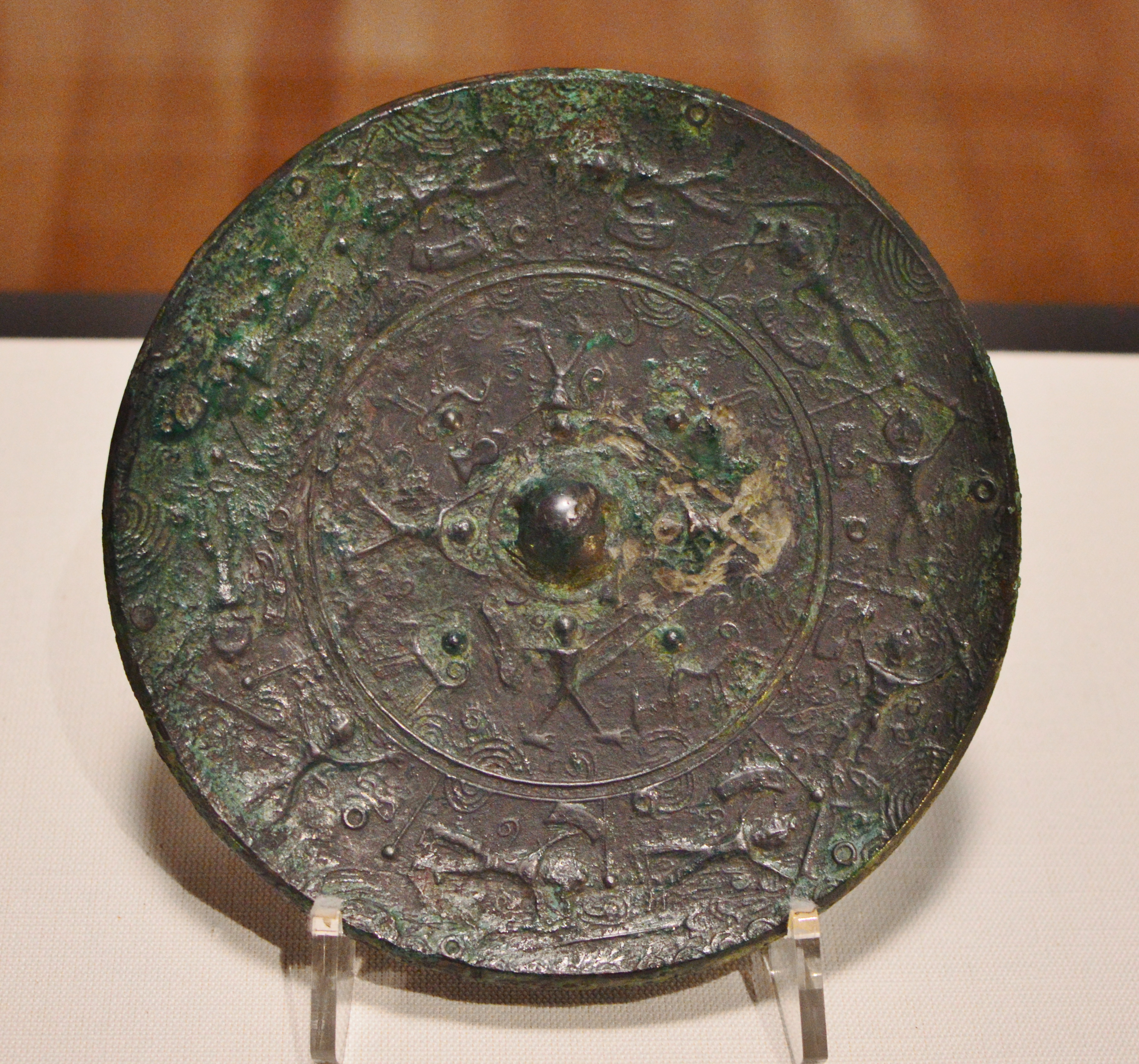
狩猟文鏡伝群馬県高崎市八幡原出土。東京国立博物館展示。

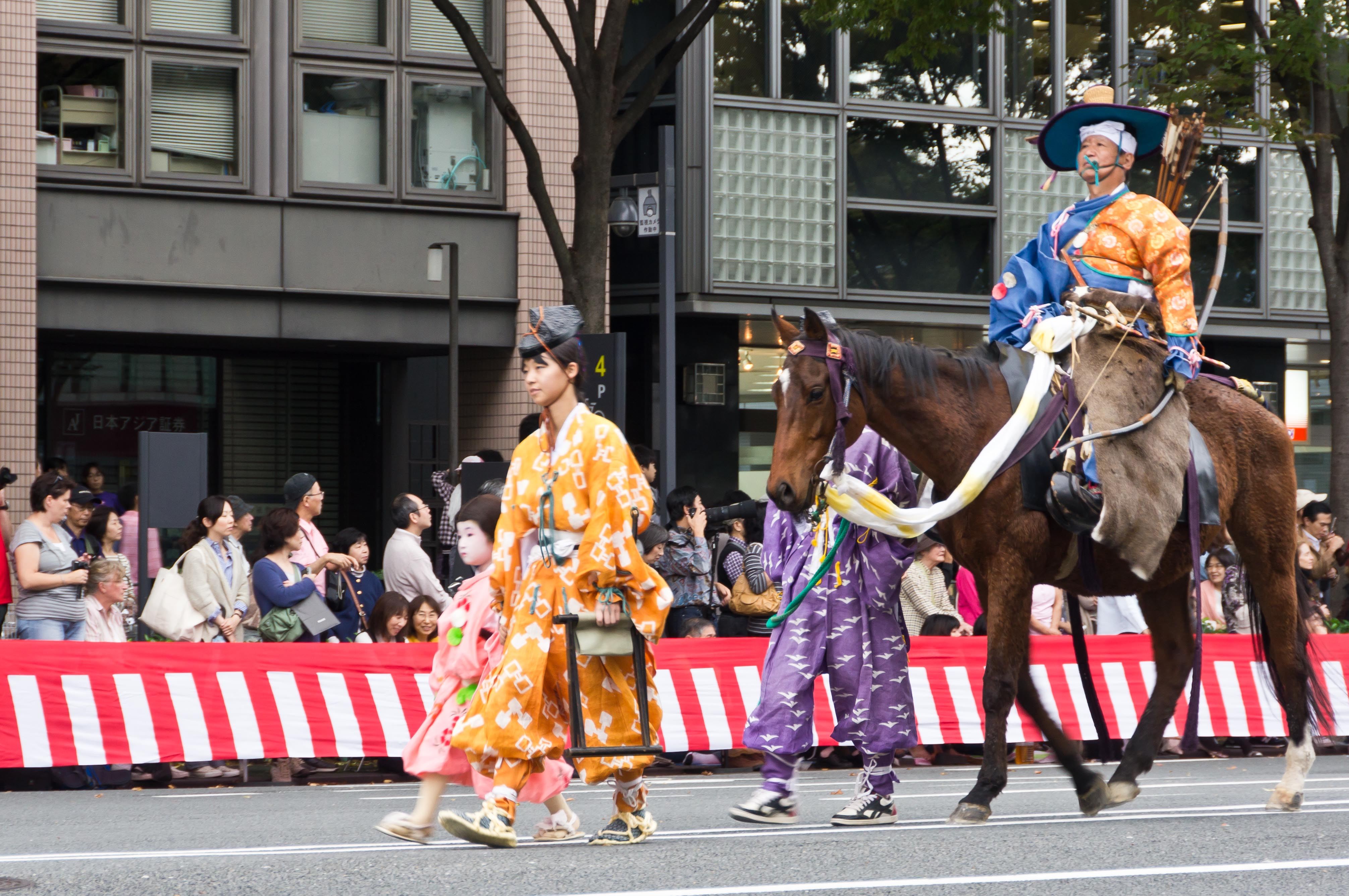
平安時代の公家が狩猟へ向かう際の衣装（京都市の時代祭）

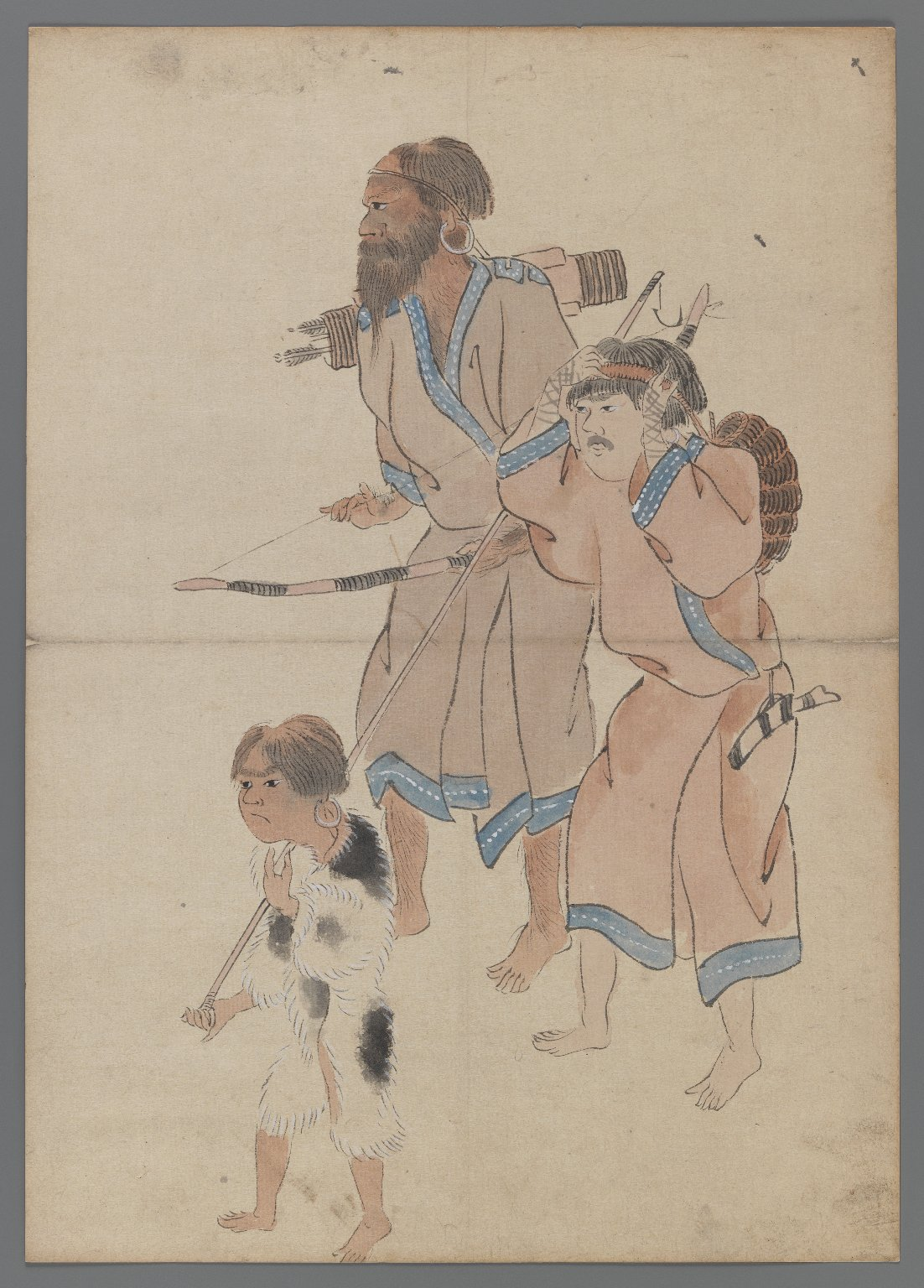
アイヌの狩人を描いたアイヌ絵

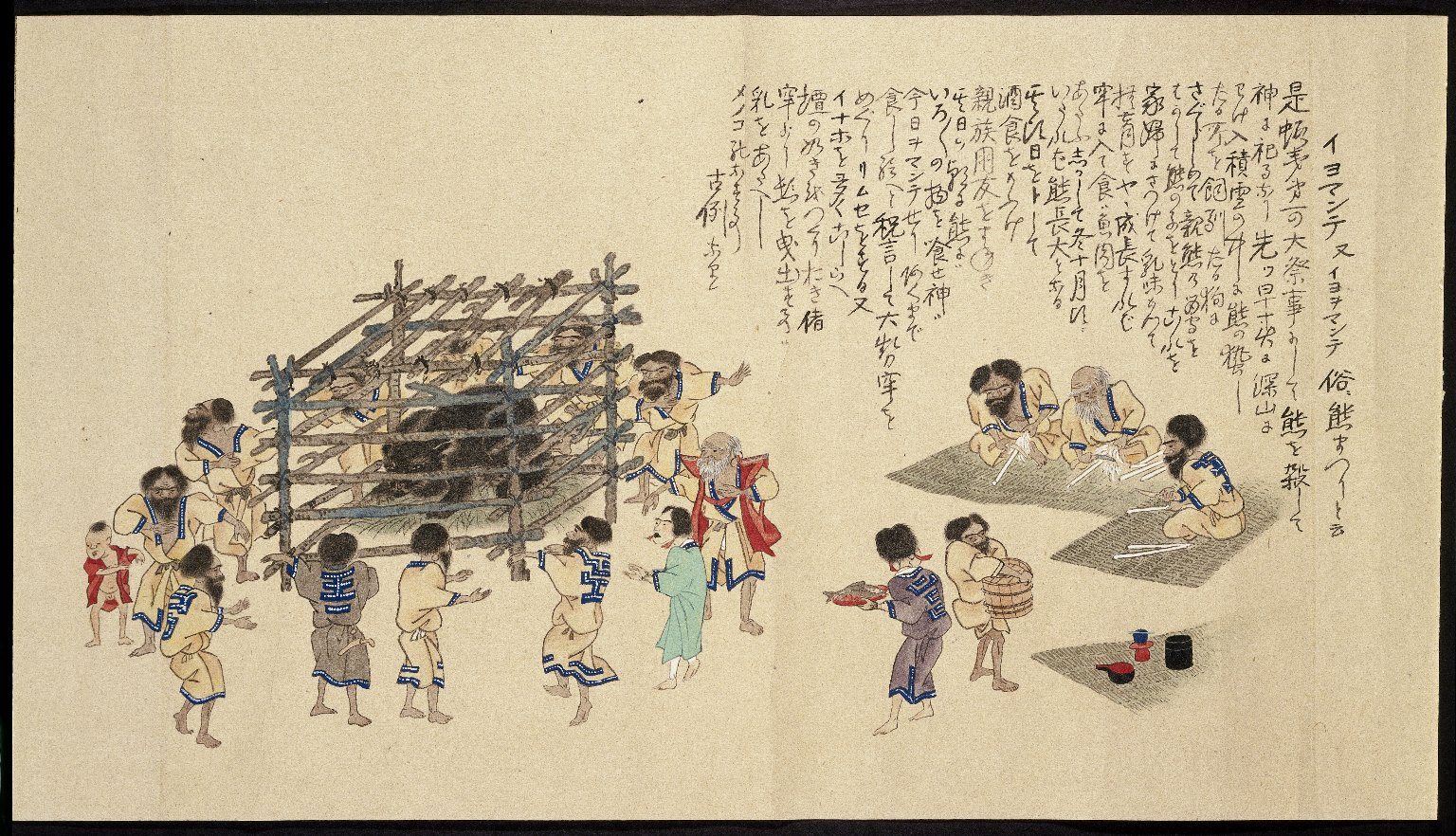
イオマンテの準備をするアイヌの村。村人が熊の檻を囲んで踊り、神との別れを惜しんでいる。

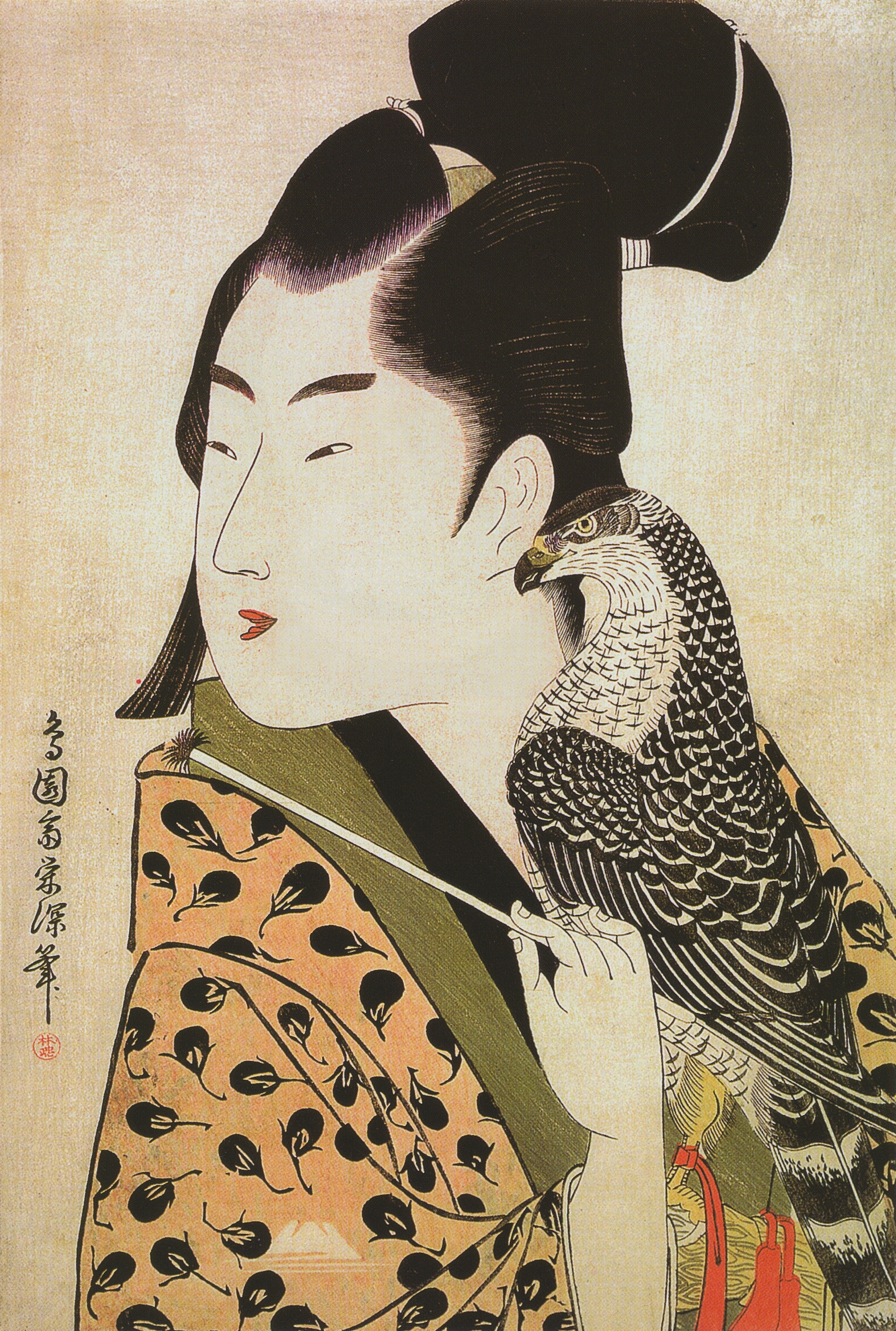
『鷹匠』鳥園斎 栄深画

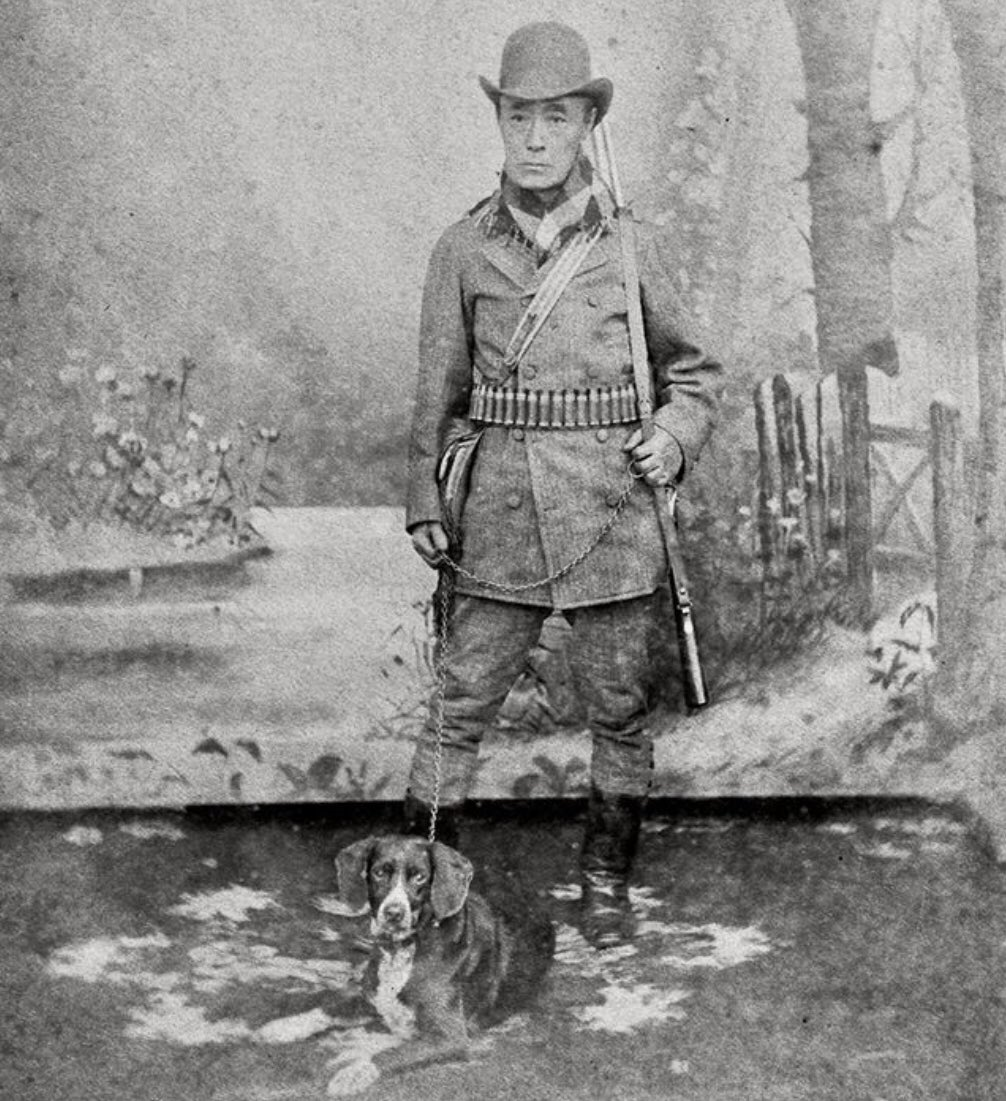
スタジオで撮影された、猟装の慶喜（1870年代）

日本列島においては旧石器時代や縄文時代には狩猟が植物採集や漁労活動とともに主要な生業であったと考えられている。縄文時代にはシカ、イノシシを主要な狩猟獣とした生業が営まれていた。弥生時代、そして続く古墳時代になると本格的な稲作農耕が開始され、安定的な食料供給が可能になったため狩猟の重要性が低くなっていったと言われる。一方で農耕に伴なう害獣駆除などを目的とした狩猟は継続していたと考えられており、弓矢などの狩猟道具や矢が刺さったシカが描かれた土器や埴輪の存在から狩猟がなおも行われていたことが窺える。鷹狩も古代から行われており日本書紀には仁徳天皇の時代（355年）に鷹狩が行われ、タカを調教する専門職が置かれたという記録がある。
東北地方に住んでた蝦夷は騎乗しての狩猟の他に鷹狩も行っており、毛皮を交易品としてヤマト王権に売っていた。また狩猟で培われた騎射の技術が俘囚により武士へと伝わった。
農耕に適さない北方に住んでいたアイヌは狩猟採集生活を続けており、トリカブトの毒矢や罠猟で大小様々な動物を狩り、毛皮を和人に売っていた。
奈良時代には仏教の受容により殺生・肉食が忌避されるに至ったとされる。しかし、『延喜式』では地方に対して鹿皮や猪脂など狩猟獣の動物資源が賦課されていたり、『万葉集』ではシカの毛皮から内臓までを無駄なく利用している内容の歌が詠まれているなど、とくに庶民の間では狩猟活動が継続されていたと考えられている。日本では肉食の禁忌令が何度か発令されたが、主に牛や馬など家畜を対象としたものであった。江戸時代にはももんじ屋と呼ばれる獣肉を販売する店が存在した。
貴族の間ではスポーツハンティングとしての狩猟が行われた。狩りに出かける際には動きやすい狩衣へ着替えたが、平安時代になると公家の普段着となっていった。
中世には武家の間でスポーツハンティングとして鷹狩が広まり、江戸時代には諸大名が鷹狩のため、鳥見などの専門職が定められた。
狩猟は木材生産・製材や鉱山経営、炭焼きなど山の諸生業のひとつとして行われていた一方で、動物資源の利用だけでなく畑作物への獣害対策としても行われた。東日本では鉄砲（火縄銃）を用いた害獣駆除を目的とした狩猟が実施されていた。また、東北地方では職業として狩猟を行う人々はマタギと呼ばれ、独特の習俗があった。対して、西日本ではわなを一部に組み合わせたしし垣が利用された。中世や近世の日本における農民にとって鉄砲は農具であり、農耕と狩猟は密接な関係があったとされる。
明治時代になると狩猟の法制化が進んだ。1872年に「鉄砲取締規則」、1873年に「鳥獣猟規則」、1892年に「狩猟規則」、1895年3月27日に「狩猟法」が次々と公布され、狩猟期間や狩猟方法、狩猟鳥獣などが具体的に定められた。また、「北海道鹿猟規則」、「樺太狩猟取締規則」、「朝鮮狩猟規則」、「台湾銃猟取締規則」、「関東州銃猟取締規則」、「南洋群島狩猟取締規則」といったように各風土に応じて特別の法令によって取締が実施された。これらの背景には、軍用毛皮の需要拡大にともなう欧米向けの外貨獲得という目的があり、狩猟によって産業が築かれた。1908年9月24日、狩猟法施行規則改正が公布（省令）、10月1日施行され、コマドリ・メジロなど59鳥類が捕獲禁止された。
大正時代の1918年には「狩猟法」が改正され、狩猟鳥獣や狩猟免許が制度化されたことで、現代の狩猟法に近いものとなった。昭和時代の1929年に全国の狩猟者によって設立された「大日本聯合猟友会」（のちの「大日本猟友会」）は、狩猟道徳の向上、野生鳥獣の保護、有害鳥獣駆除、狩猟の適正化など日本の狩猟において大きな役割を担っている。
1970年前後は、狩猟事故が相次いだ。特に、1970年は11月1日から同月8日の間だけでも死者3人、負傷者75人（うち40人は地域住民）を出したことから社会問題化した。警察庁は原則、講習を受ければ銃砲所持許可が得られる制度を見直し、規制強化が行われた。
現状として、日本の狩猟人口は年々高齢化し、かつ減少しつつある。1979年に45万人だった狩猟人口は1995年には25万人、2007年時点で16万人程度である。日本で許可されている銃は約30万丁である。これは国際的には低い登録率であり、日本同様厳しい銃規制を持つ狩猟国イギリスでは日本の半分の人口にもかかわらず、500万丁の銃が許可されている。日本の狩猟者のほとんどは男性であり、女性の割合は1%にも満たない。
一方、北海道などはエゾシカ・ヒグマ、本州ではイノシシ・ニホンジカに代表される野生動物による農林業被害は深刻な事実であり、ライフル銃の所持条件の緩和や毒薬の使用、狩猟期間の延長といった鳥獣の保護及び狩猟の適正化に関する法律の規制緩和が強く求められている。またハンター養成のため、北海道の西興部村などは、指導者付きで若者などに狩猟体験ツアーを行っている（但し、このツアーは銃器を使用できるものではない）。伊豆半島においてはニホンジカによる食害が深刻な問題であり、半島全体で推定2万頭生息する個体を5000頭以下まで減少させる事が望ましいとされている現状が存在する。また、経済や自然に大きな影響を与える外来種（アライグマやマングースなど）も駆除が強く求められている。以上のような状況にあって、国の統一的見解はまだ存在せず、猟銃の所持許可および狩猟は、有害鳥獣の被害が深刻な自治体では緩く、都市部では殆ど認めない傾向にある。しかし、近年は環境省が鳥獣保護管理の担い手確保を目的とした狩猟の魅力を伝えるフォーラムを都市部を含む各地の都道府県で開催するなど、ハンターを増やそうとする取り組みが行政主体で行われ始めている。

#### 日本国内で許可されている法定猟具
- 網
むそう網、はり網、つき網、なげ網
- わな
くくりわな、箱罠、囲い罠（天井を持たない箱罠）、箱落とし（さん木を備えるもの）、筒型イタチ捕獲器
- 銃器
猟銃（散弾銃、ライフル銃、ライフル銃及び散弾銃以外の猟銃[注釈 3]）、空気銃
- その他
スリングショット - 正確には法定猟具にも禁止猟具にも該当しておらず、使用による罰則規定も存在しないという状況である。

#### 日本の法律で禁止されている狩猟道具
- 輪の直径が12cmを超えるくくりわな
- イノシシなどの大型獣を吊り上げられるほど強力な吊り上げ式くくりわな
- とらばさみ（法改正に伴い、2007年4月16日から使用不可）
- つりばり
- とりもち（もちなわやはごなど。現状ではわなを用いての鳥猟自体が禁止されているため）
- かすみ網（所持・販売についても禁止されている[23]）
- 戸板落とし（さん木を備えない圧殺目的の「はこおとし」も含まれる）
- 絞殺を目的とした構造の筒型イタチ捕獲器（絞殺を防ぐストッパーの装着が義務付けられている）
- 12ゲージを越える大口径散弾銃（北海道でのトド猟に限定して10ゲージが許可されている）
- 口径10.5mmを越えるライフル銃（威力が大きすぎるため、所持自体が原則禁止）
- 口径5.9mm以下のライフル銃（例えば.223口径など。威力が低く半矢になる可能性が高いため射撃競技用としてのみ許可される）
- 空気散弾銃
- 準空気銃
- 矢を使うもの（和弓、アトラトル、クロスボウなど）
- 爆薬
- 毒薬
- キジ笛
- 音響機器
- 危険な罠、危険な落とし穴
- 犬に咬み付かせて捕ること
  - 禁止されているのは「犬に咬みつかせることのみにより捕獲等する方法又は犬に咬みつかせて狩猟鳥獣の動きを止め若しくは鈍らせ、法定猟具以外の方法により捕獲 等すること」であり、犬以外の動物に捕らせる事は禁止されていない。例えば、鷹狩に関して、それを違法とする法的根拠は存在しない。

## 狩猟の問題点
銃弾による水鳥・ワシ類の鉛汚染
北海道のエゾシカ猟に代表される鹿猟では、散弾銃にスラッグ弾を込めたもの、あるいはライフル銃が用いられる。この鉛でできた実包で鹿を撃ち、被弾部位を含む残滓を放置すると、ワシ類やカラスなどがそれを食べると鉛中毒が引き起こされる。また、鳥類を捕獲する場合は、主に散弾銃を用いて行われるが、この実包の中には鉛でできた散弾が多数封入されている。鳥類には、習性として砂のうに小さな土石の粒を蓄える種があり、そのような鳥は直接狩猟の対象とされない場合であっても、狩猟による間接的な影響を被っている。つまり、そのような種類の鳥が土や小石等と一緒に、水辺に放出された鉛散弾を摂取することによって、鳥の体内に鉛がたまってしまい、鉛中毒となって死に至ることがある。
鉛中毒対策として、散弾の素材として鉛以外の金属（スチール・ビスマス（軟鉄）・錫・タングステンポリマー等）を用いたスラッグ弾あるいはライフル弾の実包が製造されている。日本国内でも一部地域においては、使用が許される散弾が鉛以外の材質を用いたものに制限されている。北海道では鉛弾の利用は全面的に禁止されており、宮城県などの地域でも使用禁止が広がってきている。北海道では、平成10年度に回収されたワシの死体のうち約80%が鉛中毒だったが、平成17年度にはその比率が10%未満に減少している。完全に0にならない理由として、違法な狩猟者の存在や、既に半矢で体内に鉛弾を有している個体の存在が挙げられている。また、既に水辺に放出された鉛散弾が深く沈下するまでには数十年かかるため、水鳥鉛中毒の発生は今後も継続し、その数も徐々にしか減少しないと考えられている。
個体数のバランス崩壊
生態系は、よく知られる食物連鎖のほか、未解明のものも含めて極めて複雑なメカニズムによって各種生物の個体数や生息地域のバランスが保たれている。しかしこのメカニズムに人為的な介入が加えられると、バランスが大きく崩壊する場合がある。狩猟鳥獣の生態数は、狩猟者が狩猟期間終了後に提出する種別毎の捕獲数や捕獲場所の情報も含めて調査されており、著しく減少した場合は、一時的に捕獲禁止規制が実施され、生態数の回復が図られる。しかし実際には狩猟圧よりも生息環境の悪化が捕獲数減少を引き起こしているという意見もある。キジやヤマドリなどはメスの捕獲が禁止されており、基本的に生殖上の余剰オスを狩猟する形になっている。これを調査するために猟期初期のオス・メス別の出会い数調査も行われている。その比率はおおむね 1:1 となっており、これは現在の捕獲数が余剰オスの範囲であることを意味し、捕獲禁止は意味がないとの意見もある。
動物の権利侵害
『動物の解放』を著述したピーター・シンガーは動物の殺害や残虐行為を止め、野生動物は放っておくべきであると指摘している。義務論者のトム・レーガンは、人間は狩猟してはならず、放っておくべきだと指摘している。スー・ドナルドソンらは、先住民族の土地をヨーロッパ人が植民地支配したのは不正であるという例を引き合いに出し、野生動物は領内で社会を作る利益を持ち、侵略者から彼らを保護するために主権を認めるのは有効であると指摘している。法学者で動物の権利を主張するフランシオンは、一般に不必要な動物への危害は避けるべきだとされているが、狩猟も不必要な危害の禁止に反し、やめるべきだと指摘する。